# Киске/Съмървил
Киске/Съмървил (на английски: Kiske/Somerville) е музикален проект с участието на Михаел Киске (известен и като вокалист на Хелоуин и Юнисоник) и Аманда Съмървил (Trillium, Авантейжа).  Двамата са работили заедно като част от Авантейжа. 
Едноименният дебютен албум Kiske/Somerville е издаден на 24 септември 2010 г. в Европа и на 12 октомври в САЩ от Frontier Records и води до ентусиазъм в рок и метъл средите. Видеата към него – „If I Had a Wish“ и „Silence“ са гледани над 3 млн. пъти към май 2015 г. Основен автор на песните е Мат Синър (Праймъл фиър, Синър), който ръководи и продуцирането на албума в ред европейски звукозаписни студия. 
Вторият албум, City of Heroes е издаден на 17 април 2015 г. в Европа и на 21 април в Северна Америка от Frontier Records.  Повечето от песните в него са написани от Мат Синър и Магнюс Карлсон (Starbreaker, Праймъл фиър). Синър отново ръководи и продуцирането на албума в ред европейски звукозаписни студия. Якоб Хансен (Volbeat, Amaranthe, Праймъл фиър, Прити мейдс, Доро) миксира албума.  Като видеа към албума излизат песните City of Heroes и Walk on Water. 